# سفارة تشاد لدى السعودية
سفارة تشاد لدى السعودية هي الممثلية الدبلوماسية العليا لدولة تشاد لدى المملكة العربية السعودية. تقع السفارة في حي المربع في الرياض.